# 武继军
武继军（1962年—），江苏高淳人，汉族，中华人民共和国政治人物、全国人民代表大会江苏地区代表。
毕业于江苏省南京市委党校经济管理专业，加入中国共产党。担任武家嘴村党总支书记。2008年起担任全国人大代表。2013年，被选为全国人大代表。
其人物事件为：